# Ali Abo Greisha
Ali Abo Greisha est un footballeur professionnel égyptien qui évoluait au poste d'attaquant.
Il a joué notamment pour le club égyptien d'Ismaily SC.

## Biographie
Les lecteurs de Jeune Afrique l'ont élu meilleur footballeur du continent africain de l'année 1971.
Il participe à la CAN 70 et 74 avec l'Égypte, où il marque 7 buts dans les 2 compétitions.
Il finit 3e au classement du ballon d'or africain 1970 et 8e au classement de 1972.

## Palmarès

### En club
- Championnat d'Égypte de football : 1966-67 avec Ismaily SC
- Ligue des Champions de la CAF : 1969 avec Ismaily SC

### En sélection
- Troisième de la Coupe d'Afrique des nations de football 1970
- Troisième de la Coupe d'Afrique des nations de football 1974
- Troisième des Jeux africains de 1973

### Individuel
- nommé 2 fois au Ballon d'or africain : 1970 (par Jeune Afrique et Adidas[3],[4]), 1972[5]
- meilleur buteur du Championnat d'Égypte de football : 1966-67
- meilleur buteur de la Ligue des Champions de la CAF : 1969 (avec 9 buts en 8 matches sur les 22 de son équipe).